# Lamna dwustępkowa
Lamna dwustępkowa (Lamna ditropis) – gatunek rekina z rodziny żarłaczy śledziowych, występujący w północnym obszarze Oceanu Spokojnego. 
Jako jeden z nielicznych gatunków ryb posiada zdolność do regulacji temperatury swojego żołądka. Robi to za pomocą naczyniowych wymienników ciepła, zwanych retia mirabilia (łac. sieci cudowne). Tętnice i żyły ułożone są blisko siebie. Zimna krew pochodząca ze skrzeli jest ogrzewana przez krew pochodzącą z pozostałych części organizmu. Podczas gdy krew rozchodzi się po całym organizmie, zachowuje on stałą temperaturę ciała. Minimalizuje to straty ciepła do otoczenia, co jest istotnym przystosowaniem lamn dwustępkowych do życia w zimnych wodach. Ich homotermia może również polegać na SERCA2 i ekspresji 2 receptora rianodyny, które mają działanie kardioprotekcyjne. Gatunek ten nie wykazuje stałocieplności całego ciała.

## Taksonomia
Takson po raz pierwszy opisali w 1947 roku Carl Leavitt Hubbs i William Irving Follett. Jako miejsce typowe odłowu holotypu (dorosły samiec znajdujący się w Muzeum Zoologii Porównawczej o numerze katalogowym 36471 (MCZ 36471)) autorzy wskazali 3,5 mili od Beach Club, w La Jolla w Kalifornii, na głębokości 300–350 stóp.

## Charakterystyka
Dorosłe osobniki mają ubarwienie na większości ciała między średnio szarym a czarnym, z czarnymi plamkami na podbrzuszu. Młode osobniki są bardzo podobne, ale nie posiadają owych plamek. Ich budowę zewnętrzną charakteryzuje także obecność pierwszej dużej i drugiej mniejszej płetwy grzbietowej, płetwy odbytowej i symetrycznej płetwy ogonowej. Nos jest krótki i o stożkowym kształcie. Pod względem ogólnego wyglądu lamny dwustępkowe przypominają żarłacza białego. Mają 26–30 zębów w żuchwie i 28–30 w szczęce, ich zęby są skrzydłokształtne o łagodnych brzegach u podstawy ząbków. Oczy są zlokalizowane na przodzie pyska, umożliwiające obuoczne widzenie, pozwalające na lepsze lokalizowanie ofiary.
Wielkość lamn dwustępkowych waha się między 200 a 260 cm, natomiast ich masa ciała dochodzi nawet do 220 kg. Samce są nieznacznie mniejsze od samic. Istnieją niepotwierdzone doniesienia o znalezieniu osobnika o długości 4,3 m; jednakowoż z potwierdzonych źródeł są dowody na maksymalną wielkość trzymetrowego osobnika. Maksymalna zanotowana masa ciała rekina tego gatunku to ponad 450 kg.

## Występowanie
Spotykany najczęściej w północnej części Pacyfiku. Uważa się, że może występować na południe od Morza Japońskiego, a na północy po wybrzeża Alaski. Spotykany zazwyczaj pojedynczo. Najliczniej występuje w wodach przybrzeżnych i kontynentalnych, zwykle blisko plaż. Znakowane osobniki pojawiały się jednak nawet w wodach subarktycznych, aż po subtropikalne.
Jest znany z niewyjaśnionej zmienności w proporcjach płciowych pomiędzy wschodnimi i zachodnimi populacjami na północnym Pacyfiku.

## Ekologia

### Pożywienie
Lamny dwustępkowe są oportunistycznymi drapieżnikami szczytowymi, współdzielącymi najwyższy poziom w sieci troficznej wód subarktycznego Pacyfiku z morskimi ssakami i ptakami. Cechuje je bogata różnorodność pokarmowa, w której skład wchodzą m.in.: łosoś, skorpena, dorszyk czarny, lancetnik, anotopterus, zając morski, głowacz białopłetwy, terpuga okonik, makrela, czerniak, dorsz, śledź, koleń pospolity, krab, kałamarnica, krewetka.

### Rozmnażanie

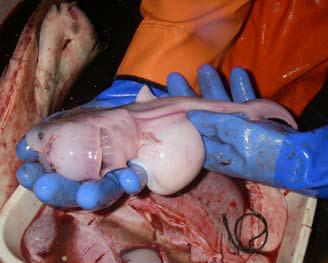
Płód w połowie ciąży.

Lamna dwustępkowa jest jajożyworodna, z liczbą potomstwa wahającą się od 2 do 6.
Samice osiągają pełną dojrzałość płciową pomiędzy 8 a 10 rokiem życia, podczas gdy samce już w wieku 5 lat. Okres rozmnażania nie jest do końca rozpoznany, ale uważa się, iż dwuletni cykl godowy rozpoczyna się późnym latem lub wczesną jesienią. Ciąża trwa około 9 miesięcy. Nowonarodzony rekin ma około 60–65 cm długości. Zakładając, że ten gatunek co roku ma cykl rozrodczy, szacuje się, że samica tego gatunku rekina odbywa poród 15–16 razy i rodzi około 70 młodych przez całe swoje życie. 
Dojrzałe osobniki przebywają daleko na północno-wschodnim Honsiu i południowych Wyspach Kurylskich, a także w przybrzeżnych wodach północnego Pacyfiku. Prawdopodobne więc te obszary są podstawowym miejscem porodu tego gatunku. Wody na północ od subarktycznej granicy obfitują w małe rekiny (70–110 cm), więc wody te są prawdopodobnie miejscem ich dojrzewania. W tym obszarze istnieją dwie znaczące korzyści dla przeżycia i wzrostu małych rekinów. Po pierwsze mogą uniknąć ataku dużych drapieżnych rekinów (w tym dorosłych osobników swego własnego gatunku i żarłacza błękitnego), które zamieszkują obszary bardziej północne i południowe. Po drugie mają możliwość korzystania z obfitych zasobów wód subarktycznych poprzez żerowanie na kałamarnicach i rybach.